# Lutz Lehmann (Radsportler)
Lutz Lehmann (* 18. November 1963 in Berlin-Oberschöneweide) ist ein ehemaliger deutscher Radrennfahrer und nationaler Meister im Radsport.

## Leben
Lutz Lehmann wuchs in Ost-Berlin auf und begann in der DDR in der BSG Rotation Prenzlauer Berg mit dem Radsport. Wegen „Westverwandtschaft“ durfte er nicht die bereits erfolgte Delegierung an die Kinder- und Jugendsportschule (KJS) antreten und wurde er in seinen sportlichen Möglichkeiten jedoch derartig eingeschränkt, dass er einen Ausreiseantrag stellte und an Franz Josef Strauß schrieb. Unter dem Vorwurf des Geheimnisverrats wurde er daraufhin inhaftiert, 1985 freigekauft, und siedelte 1987 nach West-Berlin (Charlottenburg), wo er sich dem Verein RC Charlottenburg anschloss, um. Ab 1991 fuhr er für den Verein RSG Frankfurt am Main, wechselte später zu Opel Schüler Berlin, RRV Hameln und letztlich zum SC DHfK Leipzig. Mit der RSG Frankfurt wurde er 1992 Deutscher Meister im Mannschaftszeitfahren. 1992 gewann er die Brügelmann-Champion-Wertung, eine Jahreswertung für Amateure des Bundes Deutscher Radfahrer (BDR).
Lehmann fuhr hauptsächlich Straßenradrennen in Deutschland, machte aber auch Abstecher in die Slowakei (Slowakei-Rundfahrt 1991), nach Schweden (Postgirot Open 1992), in die Schweiz (GP Tell 1992) und zu seiner ersten Friedensfahrt 1990. Dreimal war er im Rennen Rund um den Flughafen Köln-Bonn erfolgreich. 1994 siegte er im Großen Diamant-Preis, 1995 bei Rund um Düren.
Bei der Internationalen Friedensfahrt 1995 hatte er auch den größten Erfolg seiner Radsportlaufbahn: drei Etappen im Gelben Trikot des Führenden. Auf der vierten Etappe bekam er jedoch einen Reifenschaden, der ihn die Führung kostete. Bei der Berlin-Rundfahrt konnte er bei seinen Starts insgesamt neun Etappen gewinnen. 1999, im letzten Jahr seiner Laufbahn, gewann mit Rund um Berlin das Rennen, welches er schon als Jugendlicher gewinnen wollte.
Lehmann fuhr 2011 zudem Jedermann-Rennen für das „Team Wunderlich“.
In der DDR hatte er eine Ausbildung als Werkzeugmacher absolviert. Nach Beendigung seiner Laufbahn begann er eine Tätigkeit als Außendienstmitarbeiter einer Fahrradfirma.

## Erfolge
1989
- eine Etappe Bayern-Rundfahrt

1990
- eine Etappe Bayern-Rundfahrt

1995
- eine Etappe Friedensfahrt

1998
- eine Etappe Friedensfahrt
- Rund um Berlin